# Térfi Béla
Térfi Béla (Komárom, 1869. szeptember 16. – Bahía Blanca, Argentína, 1959. szeptember 14.) magyar erdőmérnök, államtitkár, miniszter és filatelista, Térfy Gyula (1864–1929) jogtudós, jogi író, kodifikátor öccse.

## Életpályája
Térfi József (1830–1878) és Tuftner Terézia (1837–1879) fiaként Komáromban nőtt fel, édesapja helybeli iparosként, majd takarékpénztári igazgatóként, s Komárom város képviselőjeként dolgozott. Elemi iskoláit Komáromban, majd a komáromi, esztergomi és soproni bencés rendi gimnáziumokban végezte. A középiskola elvégzése után a selmecbányai Bányászati és Erdészeti Akadémián szerzett erdőmérnöki diplomát 1894-ben. 1890-ben lépett közszolgálatba, és a besztercebányai erdőigazgatóságnál kezdett el dolgozni mint gyakornok, majd különböző vezető beosztásokban még tíz évig dolgozott az erdészeti szakterületen. 1900-ban a Földművelésügyi Minisztériumba nevezték ki, ahol néhány évig az Erdőrendezőség Osztályának előadójaként tevékenykedett, majd az osztály vezetője lett. Az I. világháború kezdetén az Országos Gazdasági Bizottsághoz osztották be, amelynek Serbán János távozása után az elnöke lett. 1917-ben a Közélelmezési Minisztériumba került tanácsosként, majd 1919 februárjában helyettes államtitkárrá nevezték ki. A Friedrich-kormány megalakulásának elején, rövid ideig (1919. augusztus 15-től augusztus 17-ig) a közélelmezési tárca tényleges vezetője volt. 1919 augusztusától a gabonagyűjtés országos kormánybiztosa államtitkári besorolásban. 1921 júniusában megvált a minisztériumtól, és a szövetkezeti mozgalom részeként létrejött magyar szövetkezeti kereskedelmi részvénytársasághoz, a Futura Magyar Szövetkezeti Központok Áruforgalmi Rt.-hez szerződött. Rövid idő elteltével azonban visszahívták, így újra állami hivatalt vállalt. 1921. december 3-tól 1922. október 17-ig az Országos Közélelmezési Tanács vezetői és a közélelmezési ügyek irányításával megbízott tárca nélküli miniszteri posztját töltötte be a II. Bethlen-kormányban. Ez idő alatt járt Ausztriában, Németországban, Olaszországban, Boszniában és Romániában. Az 1930-as években az Országos Erdészeti Egyesület alelnöke lett. 1939-ben visszament az államilag támogatott szövetkezeti hálózat nagykereskedelmi cégéhez, a Futurához, amelynek elnöke maradt egészen 1944-ig.
Térfi különböző erdészeti szakfolyóiratokban és a Közgazdasági Szemlében publikált cikkeket, valamint az 1910-es években közreműködött a Tolnai világlexikona létrehozásában. Szakírói és hivatali munkája mellett aktív közéleti ember is volt. Választmányi tagja, majd alelnöke volt az Országos Erdészeti Egyesületnek, tagja a Magyar Mérnök- és Építészegyesületnek és főgondnoka a Nemzeti Közművelődési Alapítványnak. Igazgatósági tagja volt a Hangya termelő- és fogyasztási szövetkezetnek, tagja volt a Természettudományi Társulatnak és a Levélbélyeggyűjtők Első Hazai Egyesületének, a LEHE-nek is. Bár több kormányban is vállalt különféle vezető pozíciót, belpolitikai kérdésekkel – a szakmunkáját érintő témákon kívül – nem foglalkozott. Nem volt tagja egyik hazai pártnak sem, és képviselőjelöltként sem indult egyik kerületben sem.  
Neves filatelistaként több mint ötven éven át végzett tudományos kutatómunkát. Érdeklődési köre a postatörténet egyik érdekes, ritka ágához vonzotta, a bélyeg előtti leveleket gyűjtötte. Célja elsősorban a leveleken fennmaradt különféle postatörténeti emlékek, feliratok, bélyegzések felkutatása és katalógusba rendezése volt. A témáról máig alapmunkának számító könyvét a Levélbélyeggyűjtők Első Hazai Egyesülete adta ki 1943-ban Budapesten. A könyv két nyelven is megjelent: magyarul Bélyeg előtti levelek és azok lebetűzései, míg németül "Vor der Marke" - Briefe und deren Abstempelungen címen. Ebben a korszakalkotó művében nem csak a bélyeg előtti (azaz Magyarországon 1850. június 1., az első bélyeg megjelenése előtti) levelek postabélyegzéseit, hanem sokirányú postatörténeti kutatásainak egyéb fontos eredményeit is közzétette. Többek között összefoglalta a postaintézmények fejlődésének történetét a honfoglalás (895) korától a postabélyeg bevezetéséig (1850. június 1.). Rendszerezte a postai levelek címzésére, a feladó postahely megjelölésére, a feladás keltének feltüntetésére, a kézbesítésre, illetve a kérelmekre, a portó kiszabására, lerovására, a leadó postahely megjelölésére, az érkezés keltének feltüntetésére vonatkozó korabeli gyakorlat szokásainak és szabályainak különféle típusú emlékeit. Egyedülálló bélyeg előtti levélgyűjteményét, mely nem csak a tág filatéliai szakma, de a magyar tudományos papír- és vízjeltörténet és -kutatás (filigranológia) számára is fontos, Térfi-gyűjteményként őrzi a budapesti Bélyegmúzeum, a gyűjtemény legjava az állandó kiállításban látható. 
Térfi Bélát és feleségét 1951. június 13-án kitelepítették, s a békés megyei Kardoskút község egy tanyasi szobáját jelölték ki számukra lakhelyül. Térfi Béla 1951 szeptemberében kérvényezte a Belügyminisztériumnál – felesége súlyos betegségére, illetve saját idős korára hivatkozva – Orosházára való áthelyezésüket – hiába. Ekkor kezdődtek meg a már korábban a Bélyegmúzeumban – egyelőre a tulajdonjog fenntartásával – letétbe helyezett Térfi-gyűjtemény megvásárlásával kapcsolatos tárgyalások, amelyeknek valószínűsíthetően a Térfi házaspár Argentínába való kivándorlásának engedélyezése volt az elsődleges feltétele. 
A gyűjtemény 1956-os eladása után Térfi Béla ténylegesen kivándorolt Argentínába, és ott is halt meg két nappal 90. születésnapja előtt. 
Emlékét díj, érem és bélyeg is őrzi. A Magyar Bélyeggyűjtők Országos Szövetségének (MABÉOSZ) Elnöksége a „Térfi Béla” Irodalmi Vándordíjat (mely örökös vándordíj, véglegesen nem ítélhető oda) 1957-es alapítása óta (az alapító akaratának megfelelően) "minden év végén egy évi megőrzésre annak a gyűjtőnek tartozik ítélni, aki abban az esztendőben a magyar klasszikus filatélia terén: 
a, irodalmi szakmunkával
b, tanulmányi anyaggal
c, belföldön, vagy külföldön rendezett kiállításon való részvétellel az év folyamán a legkimagaslóbb eredményt érte el."
2010-ben 700 éves a magyar papírhasználat 1310-2010 / Bélyegelőtti levél-vízjelek - Dr. Térfi Béla' Br emlékérem címen adták ki a nevét viselő emlékérmet, 2023-ban pedig a Híres filatelisták sorozat részeként jelentette meg a Magyar Posta (Benedek Imre grafikusművész tervei alapján) a dr. Térfi Béla tematikus személyes bélyeget.
Az ő nevét őrzi továbbá a Mátrában a Parádsasvárról Szuha felé menő erdészeti út is, mely Térfy Béla útként szerepel a térképeken.

## Főbb művei
- A krassószörényi árvízkatasztrófák. Patria Nyomda, Budapest, 1912
- Vezérfonal az előfutárok gyűjtéséhez
- Bélyeg előtti levelek és azok lebetűzései. Patria Nyomda, Budapest, 1943
- Magyar postai törlések. Rapacher Pál fordítása. Levélgyűjtők Első Hazai Egyesülete, Pátria Nyomda, Budapest, 1943
- Magyar Állam postatérképe 1750–1850. Magyar Királyi Honvéd Térképészeti Intézet, Patria Nyomda, Budapest, 1943
- Magyarországi postahivatalok és postavonalak általános térképe 1750–1850. Első Hazafias Bélyeggyűjtők Egyesülete, Pátria Nyomda, Budapest, 1943

## Emlékezete
- Térfi Béla. In: Baján Gyula (szerk.): Parlamenti almanach 1922 – 1927. Budapest, 1922., 175-176. l.
- Sipos Józsefné: Térfi Béla kutatási eredményei. In: Philatelica, 1979/1. szám.
- Solnayné Orbán Ildikó: Térfi Béla előfutár levélgyűjteménye a Bélyegmúzeumban. In: Bélyegmúzeumi évkönyv 1985. Magyar Posta Központja, Budapest, 1985., 89 - 109. l.
- Összefoglaló a Térfi-gyűjteményről. In: Filatéliai Szemle, 1986/7. szám, 17. l.
- Czirók Dénes: Emlékezés Térfi Bélára. In: Bélyegvilág, 2009/10. szám
- Lippai Pál: Levél a szerkesztőnek. In: Bélyegvilág, 2009/11. szám, 18. l.
- Pelbárt Jenő: MAPAVIT kiadványok Térfi Béla (1869 – 1959) munkásságának emlékére. In: Magyar Bélyeggyűjtők Országos Szövetsége (szerk.): Bélyegvilág. Budapest, 2011. május 1., 22-23. l.
- Pelbárt Jenő – Horváth József: A Térfi-vízjelek. Grafon Kiadó, Budapest - Nagykovácsi, 2011.
- Király Pál: Erdőmérnökök miniszteri székben. In: Erdészeti és faipari híradó, XXI. évfolyam 3. szám, 2011. szeptember, 8-9. l.
- Wágner Tibor: Erdészek az Észak-Mártában I.. In: Erdészeti Lapok, CXLIX. évfolyam 2. szám, 2014. február, 65-66. l.
- Bódy Zsombor: Vér és kenyér. Gabonaellátás 1919-ben a megszállt Magyarországon. In: Rubicon, 2017/7-8. szám, 34-37. l.
- Wágner Tibor: Egy vadászház különös története. Az Ónódy-ügy. In: Erdészeti Lapok, CLIV. évfolyam 6. szám, 2019. június, 207-209. l.